# Ombordansvarig
Ombordansvarig är ett järnvägsbegrepp. På svenska persontåg är den ombordansvarige den som ansvarar för säkerheten för de resande. Ombordansvarig är ett säkerhetsbegrepp, ej ett yrke. Se Transportstyrelsens trafikföreskrifter JTF.
Det finns alltid en ombordansvarig på ett resandetåg. På de allra flesta tåg är det föraren som är ombordansvarig och har det övergripande ansvaret. Med undantag på lokdragna tåg då det finns en särskild ombordansvarig, detta med anledning av att föraren inte kan ta sig ut till resenärerna från förarhytten.